# Röhrigshof (Windeck)
Röhrigshof ist ein Ortsteil der Gemeinde Windeck im Westerwald. Nachbarorte sind Sangerhof und Himmeroth im Norden, Ehrenhausen im Osten, Eutscheid und Kocherscheid im Südwesten und der Kirchort Leuscheid im Westen.

## Geschichte
Röhrigshof war eine hauptsächlich landwirtschaftlich orientierte Siedlung. 1910 gab es hier 11 Haushaltungen:
- Witwe Tagelöhner Heinrich Gerhard und Tagelöhner Heinrich Drees
- Schreiner Wilhelm Engelbert
- Ackerin Witwe Karl Fuchs
- Schuster und Tagelöhner Gerhard Kerper
- Ackerer Gerhard Klein
- Ackerin Witwe Johann Wilhelm Koch
- Berginvalide Franz Gerhard und Fabrikarbeiter Franz Gerhard Kuchheuser
- Ackerer Franz und Schuster Franz Schmidt[2]